# فنول‌های طبیعی

ساختار شیمیایی سالیسیلیک اسید، متابولیت فعال آسپرین و نمونه ای از یک فنول.

در بیوشیمی فنول‌های طبیعی به گروه عاملی فنول گفته می‌شود که در محصولات طبیعی یافت می‌شوند. ترکیبات فنولی توسط گیاهان و میکروارگانیسم‌ها تولید می‌شوند. ارگانیسم‌ها گاهی در پاسخ به فشارهای زیست‌محیطی مانند حمله پاتوژن‌ها و حشرات، اشعه ماوراء بنفش و زخم، ترکیبات فنولی را سنتز می‌کنند. از آنجایی که آنها در غذاهای مصرف شده در رژیم غذایی انسان و در گیاهان مورد استفاده در طب سنتی چندین فرهنگ وجود دارند، نقش آنها در سلامت و بیماری انسان مورد تحقیق است. : 104 برخی از فنول‌ها، میکروب‌کش هستند و در فرمولاسیون مواد ضدعفونی‌کننده استفاده می‌شوند.

### کتاب‌ها
- Biochemistry of phenolic compounds, by J. B. Harborne, 1964, Academic Press (Google Books)
- Plant phenolics, by Pascal Ribéreau-Gayon, 1972, Oliver and Boyd Editions (Google Books, شابک ‎۰۰۵۰۰۲۵۱۲۰, شابک ‎۹۷۸۰۰۵۰۰۲۵۱۲۳)
- The Biochemistry of plant phenolics, by C. F. van Sumere and P. J. Lea, Phytochemical Society of Europe, 1985, Clarendon Press (Google Books, شابک ‎۹۷۸۰۱۹۸۵۴۱۷۰۷)
- Biochemistry of Phenolic Compounds, by Wilfred Vermerris and Ralph Nicholson, 2006, Springer (Google book)

### پایگاه‌های داده
- Phenol-Explorer (phenol-explorer.eu), a database dedicated to phenolics found in food by Augustin Scalbert, INRA Clermont-Ferrand, Unité de Nutrition Humaine (Human food unit)
- Phenols at ChEBI (Chemical Entities of Biological Interest)
- ChEMBLdb, a database of bioactive drug-like small molecules by the European Bioinformatics Institute
- Foodb, a database of compounds found in food